# Planetoida klasy M
Planetoida klasy M – rodzaj planetoidy, u której można zidentyfikować na podstawie analizy jej widma i albedo skład chemiczny powierzchni. W grupie tej charakterystyczne jest występowanie pierwiastków metalicznych – przede wszystkim żelaza i niklu. Planetoidy te posiadają albedo od 0,15 do 0,25 i są najprawdopodobniej źródłem pochodzenia dla meteorytów niklowo-żelazowych.
Oznaczenie wywodzi się od metalu – „M”.